# Восстание красноголовых
Восстание красноголовых (кит. упр. 红头军起义, пиньинь Hóngtóujūn qǐyì, палл. Хунтоуцзюнь ции) — крестьянское восстание в Южном Китае 1854—1862 годов против маньчжурской империи Цин; проходило параллельно с восстанием тайпинов и другими бунтами и отвлекло на себя значительные правительственные силы, которые в итоге не могли быть использованы для борьбы с тайпинами.

## История
Восстание началось в июне 1854 года в районе Гуанчжоу тайными обществами, входящими в организацию «Триада». Восставшие обвязывали голову красной тканью, за что маньчжурские власти называли их «красноголовыми бандитами» (хунтоу) или «мятежниками в красных повязках» (хунцзинь). Во главе повстанцев встали лидеры местных тайных обществ Хэ Лю, Чэнь Кай и Ли Вэньмоу. В середине июля объединённые силы «красноголовых» двинулись на Гуанчжоу и осадили его. Осенью вооружённая борьба охватила чуть ли не всю провинцию. Массовые восстания переросли в настоящую крестьянскую войну провинциального масштаба. В руках повстанцев оказались многие окружные и уездные города, а общая численность восставших достигла нескольких сотен тысяч. На сторону восставших перешла правительственная речная флотилия. Борьба, разрастаясь, перекинулась в провинцию Гуанси.
Однако крестьянская война «красноголовых» не имела единого руководящего центра и общей цели, отряды действовали несогласованно. Среди соединений, осаждавших Гуанчжоу, царил разлад. Их вожди имели различные взгляды на будущее политическое устройство Китая. Одни объявили себя соратниками тайпинов, другие стояли за создание собственного государства — как, например, Чэнь Кай, провозгласивший себя основателем новой династии «Да Нин» («Великое спокойствие»). Третьи боролись за возрождение китайского государства Мин, объявляя себя её полководцами. Лагерь «красноголовых» раздирался враждой между разными землячествами. Все эти факторы умело использовал наместник Лянгуана (в это наместничество входили территории провинций Гуандун и Гуанси) Е Минчэнь, с помощью западных держав укрепивший свои войска и добровольческие дружины.
С начала 1855 года в провинции Гуандун правительственные войска перешли в наступление. Дабы запугать «красноголовых», каратели вырезали до 100 тысяч ни в чём не повинных жителей. Военные неудачи и нехватка продовольствия обострили разногласия среди вождей повстанцев. Сорокатысячная группировка Чэнь Кая и Ли Вэньмоу в мае 1855 года прекратила блокаду Гуанчжоу и двинулась в Гуанси, а оттуда в Хунань. Оставшиеся в провинции Гуандун разрозненные силы «красноголовых» были в том же году разгромлены цинскими войсками.
Летом 1855 года на юге Хунани из пришедших сюда нескольких десятков тысяч вооружённых гуандунцев и беженцев образовались две группировки — западная и восточная. В их ряды влились гуансийские повстанцы. В сентябре часть восточных отрядов направилась в Цзянси и присоединилась к тайпинским войскам Ши Дакая. В сентябре 1855 года Сянская армия Цзэн Гофаня уничтожила западную группировку «красноголовых», а в конце года и остатки восточных частей, задержавшихся на юге Хунани в районе Чэньчжоу.
Армия под командованием Чэнь Кая, Ли Вэньмоу и других вождей обосновалась на юго-востоке Гуанси. Осенью 1855 года «красноголовые» создали здесь повстанческое «Государство Великих Свершений» (Да Чэн го) со столицей в Сюньчжоу. Его главой стал Чэнь Кай, присвоивший себе и своим соратникам княжеские титулы. Это государство обладало штатом чиновников и отливало свою монету. Местное население поддерживало «красноголовых» и охотно вступало в их армию. В течение шести лет — до осени 1861 года — здесь существовала стабильная база антицинской борьбы.
Князь Чэнь Кай и его сподвижники располагали армией, доходившей до 100 тысяч бойцов, и крупной речной флотилией на реке Сицзян. Они контролировали около трети всей территории Гуанси, и даже пытались овладеть главным городом провинции — Гуйлинем. Однако в первой половине 1859 года положение Да Чэн го и войск стало критическим. Приход в Гуанси армии Ши Дакая спас их от разгрома, однако союза (и даже взаимодействия) между тайпинами и «красноголовыми» не получилось. Это ослабило обе стороны и было на руку цинским силам.
В августе 1861 года цинские войска и помещичьи дружины разгромили армию Чэнь Кая, взяли его столицу Сюньчжоу и ликвидировали Да Чэн го. Остатки войск «красноголовых» — всего до 30 тысяч человек — присоединились к войскам Ши Дакая, который двинулся через Гуанси на север и продолжал борьбу ещё два года.